# Секвестр (юриспруденція)
Секвестр — це тимчасова передача майна, що належить фізичній чи юридичній особі, на зберігання сторонній особі або органам влади. Також секвестром називають примусове тимчасове вилучення приватного майна державою в окремих випадках, передбачених законодавством. Ця процедура може застосовуватися як захід забезпечення спорів або як частина реалізації державної політики в умовах надзвичайних ситуацій чи воєнного стану.

## Цивільно-правовий секвестр
У римському праві, а згодом і в окремих європейських правових системах, добровільний секвестр розглядався як окремий договір. Хоча це був окремий правовий механізм, його суть мала багато спільного з договором поклажі, оскільки обидва передбачали передачу майна для зберігання. Римський позов для захисту таких відносин мав назву depositi sequestraria actio.
Законодавство також передбачає судовий секвестр, тобто тимчасову передачу спірного майна третій особі за рішенням суду з метою забезпечення позову.

## Адміністративний секвестр
У Російській імперії адміністративний секвестр, тобто примусове вилучення майна, застосовувався на території губерній Королівства Польського. Ця процедура здійснювалася через спеціально призначених секвестраторів і мала на меті стягнення недоїмок з податків. Секвестр використовувався як інструмент примусового виконання державних фінансових зобов’язань. У законодавстві Російської імперії генерал-губернатори мали повноваження накладати секвестр на нерухоме майно в регіонах, де було запроваджено воєнний стан, з метою підтримання громадського порядку та безпеки.
Під час Першої світової війни адміністративний секвестр у Російській імперії застосовувався до торгівельних і промислових підприємств, а також до нерухомого майна, що належало підданим ворожих держав і перебувало на території імперії.